# Wereldbevolkingsstichting
De Wereldbevolkingsstichting (Engels: World Population Foundation) is een stichting die in 1987 in Nederland werd opgericht door het Britse koppel Diana en Roy Brown. De stichting richtte zich op de groei van de wereldbevolking. Omdat Groot-Brittannië al dergelijke organisaties had en Nederland niet, richtten ze de stichting daar op. Sinds 1 januari 2011 is de stichting gefuseerd met de Rutgers Nisso Groep onder de nieuwe naam Rutgers WPF. In 2015 veranderde de naam van Rutgers WPF in Rutgers.

## Doel
Het doel van de stichting was het terugdringen van hoge geboortecijfers maar ook de kraam- en kindersterfte. Na de Bevolkingsconferentie in Caïro in 1994 kwamen nieuwe thema's aan bod zoals zelfbeschikkingsrecht, seksuele gezondheid en voortplantingsrecht. De organisatie heeft programma's in derde wereldlanden gericht op het verstrekken van informatie (seksuele opvoeding) en middelen (condooms e.d.).

## Geschiedenis
Tussen 1987 en 1994 was de Wereldbevolkingsstichting een kleine organisatie die leefde van donaties en adviesverlening. In 1994 speelde de stichting een belangrijke rol bij de Internationale Conferentie over Bevolking en Ontwikkeling die in Caïro plaatsvond. Het actieprogramma dat hieruit voortvloeide werd de nieuwe basis van de organisatie, evenals het basisdocument van het Bevolkingsfonds van de Verenigde Naties.